# Павловск (станция)
Па́вловск — станция Октябрьской железной дороги в Пушкинском районе Санкт-Петербурга на Витебской линии. Расположена между территориями городов Павловска и Пушкина (между Парковой и Железнодорожной улицами).
На станции останавливаются все проходящие через неё пригородные поезда, для некоторых из них станция является конечной остановкой. После станции часть электропоездов следует на Вырицу, а часть — на Новолисино. Два дизель-электропоезда ДТ1 (один из которых от Павловска) следуют на Великий Новгород.
На станции имеется зал ожидания с билетными кассами. Под путями станции проходит подземный пешеходный переход.
У станции расположена автобусная остановка городских и пригородных маршрутов.
На станции действует автоматизированная система контроля оплаты проезда.

## Павловский музыкальный вокзал
Павловск — станция первой железной дороги России. С целью привлечения публики Франц фон Герстнер предложил устройство на конечном пункте здания вокзала «для пристанища и удовольствия публики». В докладной записке «О выгодах построения железной дороги из Санкт-Петербурга в Царское Село и Павловск» он писал:

«На конце дороги устраивается новое Тиволи, прекрасный воксал: он летом и зимою будет служить сборным местом для столичных жителей; игры и танцы, подкрепление сил на свежем воздухе и в роскошной столовой привлекут туда всякого».

Здание концертного здания с рестораном было построено по проекту архитектора А. И. Штакеншнейдера. Оно было закончено и открыто для публики 22 мая 1838 года. Первоначально предполагалось, что вокзал будет функционировать круглогодично, но из-за малой посещаемости зимой с 1840 года в зимнее время он был закрыт, и лишь в отдельных случаях в нём проходили концерты, балы и т. д.

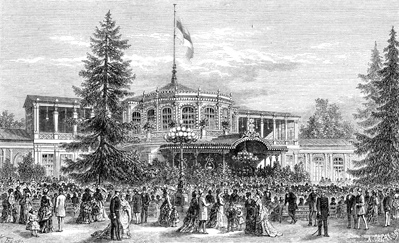
Павловский музыкальный вокзал

Павловский вокзал стал первым постоянным концертным учреждением России, в котором выступали симфонические оркестры. В сентябре 1838 года выступили цыгане, за ними в начале следующего года прибыл симфонический оркестр под управлением И. Германа, а с 1856 года в течение десяти сезонов выступал Иоганн Штраус (сын). Дирижировали на вокзале выдающиеся музыканты А. К. Глазунов, Р. М. Глиэр, А. К. Лядов, Н. А. Малько, В. И. Сук, а выступали Л. В. Собинов, Н. Н. Фигнер и М. И. Фигнеры, И. В. Ершов, А. Д. Вяльцева, Г. Венявский, С. С. Прокофьев и другие.
После пожара 1844 года, вокзал был восстановлен, а затем (в 1860, 1871, 1884 годах) перестроен и расширен. В 1875 году по проекту архитектора Н. Л. Бенуа неподалёку был возведен Павловский театр. В 1898 году станция Павловск перешла в ведение Московско-Виндаво-Рыбинской железной дороги.
После 1918 года Павловский музыкальный вокзал и театр составили комплекс, в котором выступал симфонический оркестр из 80-ти музыкантов. За летний сезон он дал двадцать концертов. В качестве руководителя выступил дирижёр Н. А. Малько. Среди других коллективов здесь выступал Первый народный великорусский оркестр под управлением В. В. Андреева, пел Ф. И. Шаляпин.
Здание вокзала было уничтожено во время Великой Отечественной войны. Железнодорожная ветка Царское Село — Тярлево — Павловск I указывалась на схемах до 1952 года.

## Павловск II

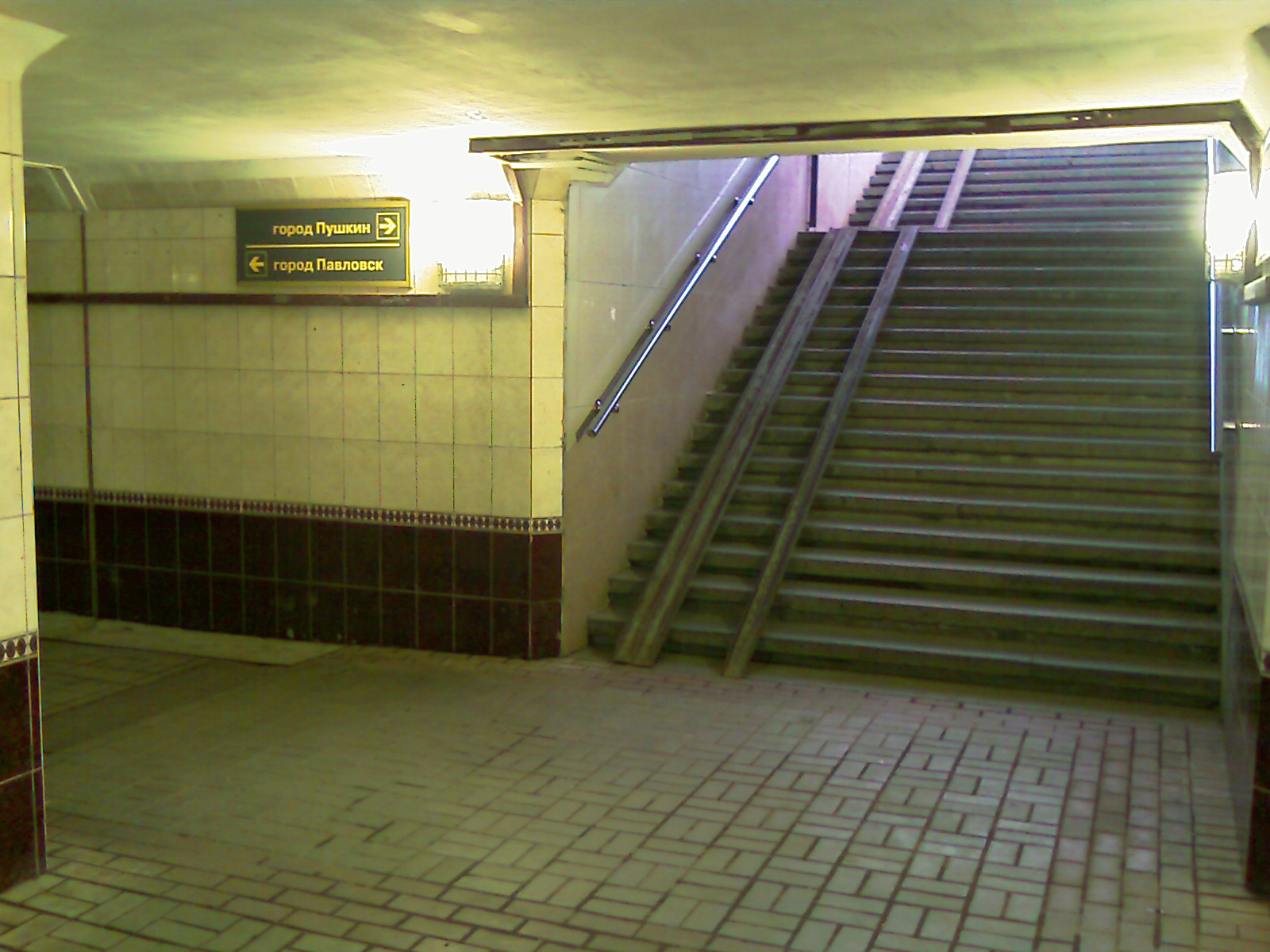
Выходы из подземного перехода на станции: направо Пушкин, налево Павловск

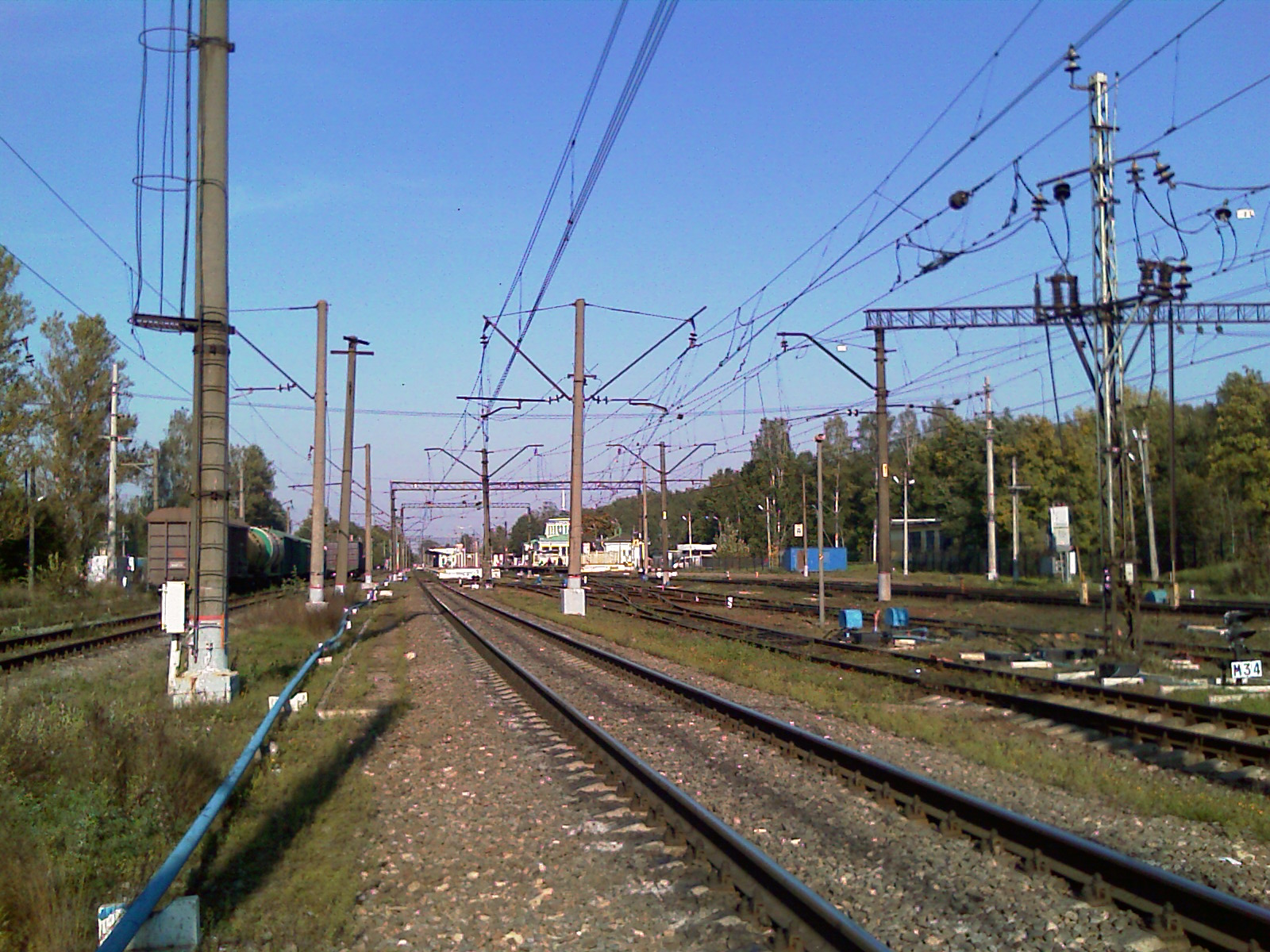
Путевое развитие за платформами станции Павловск

Покупка Царскосельской железной дороги Обществом Московско-Виндаво-Рыбинской железной дороги преследовала цель соединить Санкт-Петербург с существующей сетью Общества. Поскольку продлить действовавшую линию не представлялось возможным, пути от Царского Села были проложены вокруг Павловского парка. Путь до станции Дно вошёл в строй в 1904 году. В том же году в месте максимального сближения Павловска и Царского Села Обществом была построена станция Павловск II, рассчитанная на дачников.
Станционное здание было построено по проекту С. А. Бржозовского. Деревянная постройка включала в себя залы для пассажиров I и II класса, багажное отделение, кассы, телеграф, помещение дежурного по станции, кабинет начальника станции, комнату кондуктора. В башне располагался небольшой буфет с кухней. Посадочная платформа длиной около 260 метров, частично крытая дебаркадером.
В 1953 году участок от Ленинграда до Павловска был электрифицирован. Под пригородные электропоезда в 1955 году в 60 метрах севернее старого здания (то есть, ближе к Санкт-Петербургу) был построен современный вокзал с высокими платформами. Здание вокзала построено по проекту архитектора В. И. Кузнецова. Это одноэтажная постройка с боковыми портиками и шестигранной ротондой в центральной части, на которой установлен шпиль. Ранее, до 1994 года, его венчала звезда, но из-за ветхости её демонтировали и пока возвращать не планируют.
Название «Павловск» станция получила после 1955 года, при этом возникший рядом со стороны Царского Села дачный посёлок сохранил название Павловск-2. С 1962 года по станции осуществляется сквозное движение электропоездов на Вырицу.
1 ноября 2016 года вокзал станции Павловск был признан выявленным объектом культурного наследия. Инициатором присвоения статуса была интернет-газета «Канонер».

## Связанные названия
По вокзалу станции Павловск получили названия Привокзальная площадь и Привокзальный сквер в Павловске, а также Вокзальная улица в пушкинских Гуммолосарах.